# Leisi (dorp)
Leisi is een plaats in de Estlandse gemeente Saaremaa, provincie Saaremaa. De plaats telde in 2011 6 inwoners. De cijfers van 2019 geven het inwonertal als ‘< 4’, maar in 2020 woonden er weer 5 mensen en in 2021 waren dat er 6.
Tot in oktober 2017 lag Leisi in de gemeente Pöide (dus niet in de gemeente Leisi). In die maand werd Pöide bij de fusiegemeente Saaremaa gevoegd.

## Geschiedenis
Leisi werd voor het eerst genoemd in 1698 onder de naam Leisekylla als nederzetting op het landgoed van Uuemõisa. In 1977 werd Leisi bij het buurdorp Kõrkvere gevoegd. In 1997 werd het weer een zelfstandig dorp.